# سمفونی شماره ۵ (دورژاک)
سمفونی شماره ۵  یک اثر کلاسیک موسیقی است که توسط آنتونین دورژاک در تاریخ ۱۸۷۵ و فقط در شش هفته ساخته شد. این سمفونی نقطه عطفی در توسعه سبک فردی آهنگساز است.

این سمفونی نقطه آغاز تکامل تدریجی اصطلاح موسیقایی دورژاک است که در نهایت به عنوان شاهکارهای سمفونیک دورژاک شناخته می‌شود.
دورژاک پنجمین سمفونی خود را در ماه‌های تابستانی سال ۱۸۷۵ ساخت.
سمفونی شماره ۶ دورژاک شش سال پس از این سمفونی در تاریخ ۲۵ مارس ۱۸۷۹ ساخته شد.